# Szkurupijiwka
Szkurupijiwka (ukr. Шкурупіївка) – wieś na Ukrainie, w obwodzie połtawskim, w rejonie połtawskim, w hromadzie Reszetyliwka. W 2001 liczyła 277 mieszkańców, spośród których 270 wskazało jako ojczysty język ukraiński, 1 mołdawski, 1 białoruski, a 5 ormiański.